# Liparis neuroglossa
Liparis neuroglossa är en orkidéart som beskrevs av Heinrich Gustav Reichenbach. Liparis neuroglossa ingår i släktet gulyxnen, och familjen orkidéer. Inga underarter finns listade i Catalogue of Life.